# Maurice Berteaux

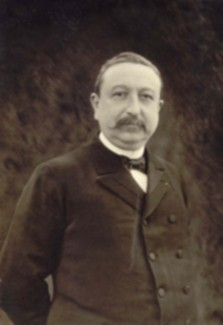
Maurice Berteaux

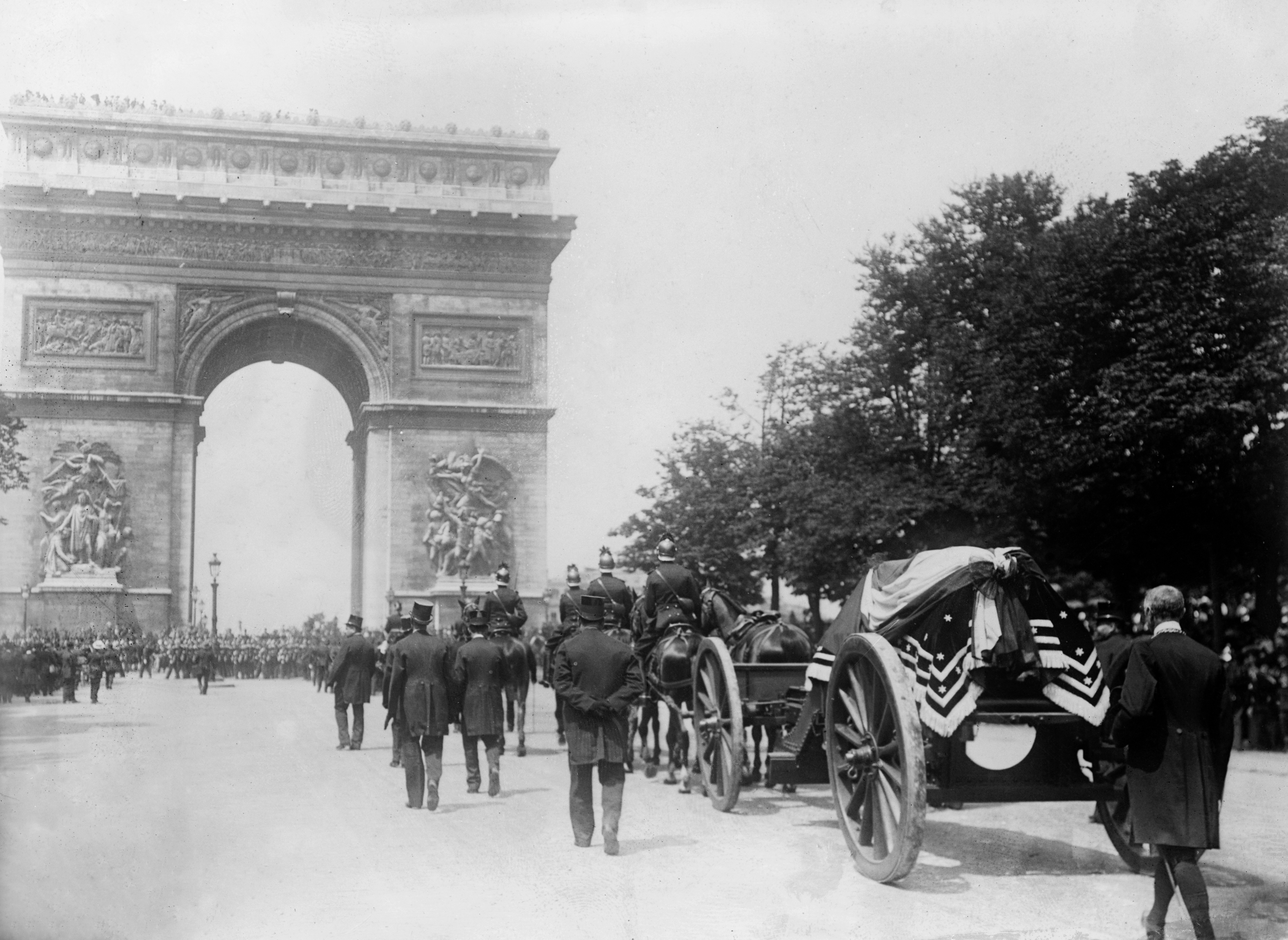
Trauerzug auf der Avenue des Champs Élysées 1911

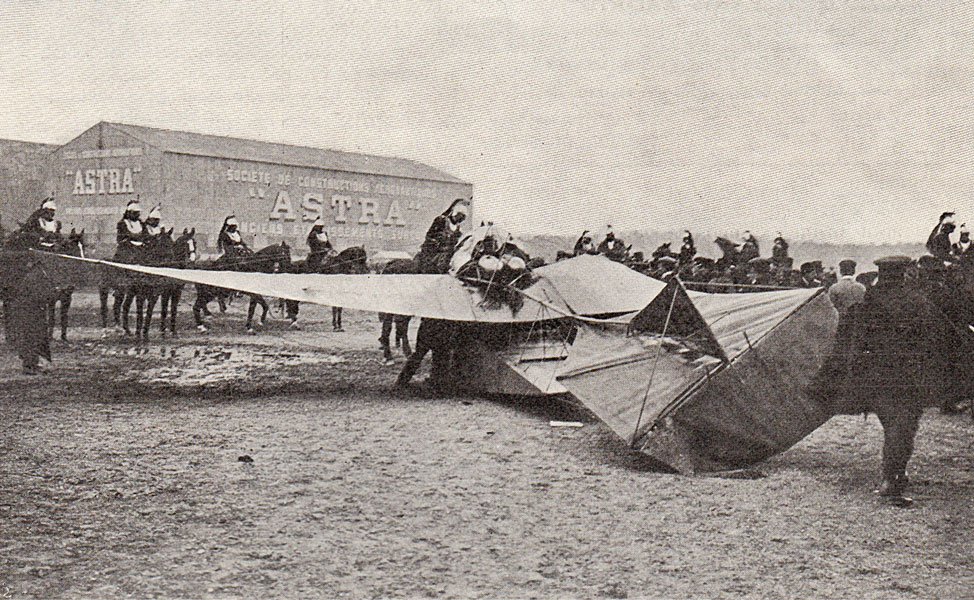
Trains Flugzeug nach dem Unglück

Henri Maurice Berteaux (* 3. Juni 1852 in Saint-Maur-des-Fossés; † 21. Mai 1911 in Issy-les-Moulineaux) war ein französischer Politiker. Als radikaler Abgeordneter und Bürgermeister von Chatou, einem westlichen Vorort von Paris, war er mehrmals Kriegsminister und einer der Architekten der Erneuerung der französischen Armee vor dem Ersten Weltkrieg.

## Leben
Berteaux stammte aus einer wohlhabenden bürgerlichen Familie und besuchte das Lycée Charlemagne in Paris. 1879 trat er eine Stelle als Börsenmakler an. Als Freimaurer war er in der Großloge Grand Orient de France aktiv.
Er starb am 21. Mai 1911 im Alter von 58 Jahren auf dem Flugfeld von Issy-les-Moulineaux während des Flugrennens Paris-Madrid, als der Flieger Louis Émile Train in einem Eindecker eine Notlandung versuchte und dabei in eine Gruppe von Personen hineinraste, die die Startbahn überrannt hatte. Bei diesem Unfall wurde auch der französische Premierminister Ernest Monis schwer verletzt. Berteaux fand seine letzte Ruhestätte auf dem Friedhof von Chatou (Cimetière des Landes).
In vielen Gemeinden der Île-de-France sind Straßen nach ihm benannt, wie in Paris die Rue Maurice-Berteaux. Die algerische Gemeinde Ouled Hamla trug bis zur Unabhängigkeit des Landes im Jahr 1962 den Namen Berteaux. 1922 weihte der Bildhauer Charles Maillard in Chatou ein Denkmal zu Ehren von Berteaux ein. Das Kap Berteaux auf der Antarktis ist nach ihm benannt.

## Politische Karriere und Positionen
Maurice Berteaux war ab 1891 Bürgermeister von Chatou, 1893 Abgeordneter des Départements Seine-et-Oise und 1908 Präsident des Generalrats von Seine-et-Oise (Conseil général de Seine-et-Oise). Im Alter von 56 Jahren war er zu einer markanten und einflussreichen Persönlichkeit in den westlichen Vororten von Paris während der Belle Époque geworden. Unter anderem hatte er 1904 aktiv eingegriffen, um den Abriss des Schlosses von Maisons-Laffitte zu verhindern.
Als Militär- und Finanzexperte, glühender Republikaner und überzeugter Laizist trug er nach der Dreyfus-Affäre zur Konsolidierung der noch schwachen Dritten Republik bei.
Als Kriegsminister und später als Vorsitzender der Armeekommission war er an der Erneuerung der militärischen Institutionen beteiligt, die die Dritte Republik im Vorfeld der „Revanche“ gegen das Deutsche Reich, das 1871 Nordlothringen und das Elsass annektiert hatte, in Angriff nahm. Seine Bemühungen, die Gleichheit aller vor dem Militärdienst zu gewährleisten und die soziale Rolle der Armee zu stärken, ermöglichten kurz vor dem Ersten Weltkrieg den Aufbau einer Armee, die sich mit der Nation identifizierte.
In der von Jean Macé gegründeten Ligue de l’enseignement engagierte er sich aktiv für die Volksbildung. Zusammen mit Jean Jaurès setzte er ein Gesetz über die Absicherung von Arbeitsunfällen durch, das den Arbeitern und Angestellten der Eisenbahn zugutekam. Er war auch ein Befürworter der progressiven Einkommensteuer, der Trennung von Kirche und Staat (1905 verabschiedet) und der Verkürzung der Wehrdienstzeit.